# Potencjometria
Potencjometria – zespół pomiarowych metod elektrochemicznych, polegających na wyznaczaniu wartości potencjału elektrody wskaźnikowej (roboczej) względem elektrody porównawczej (odniesienia) w funkcji logarytmu stężenia jonów elektroaktywnych. Pomiary są wykonywane w warunkach bezprądowych (w stanie równowagi), dzięki czemu może być stosowane równanie Nernsta:
{\displaystyle E=E^{0}+{\frac {RT}{zF}}\ln {\frac {a_{\mbox{ox}}}{a_{\mbox{red}}}}}
gdzie:
- E – potencjał elektrody, V
- R – stała gazowa równa 8,314 J·K−1 mol−1
- T – temperatura wyrażona w kelwinach
- z – liczba elektronów wymienianych w reakcji połówkowej
- F – stała Faradaya równa 96485 C·mol−1
- a – aktywność molowa indywiduów chemicznych biorących udział w reakcji elektrodowej w formie utlenionej i zredukowanej.

W uproszczeniu potencjał elektrody roboczej wyraża się jako funkcję stężenia molowego analizowanej substancji w roztworze (np. jonów wodorowych w pH-metrii).
Jako elektrody wskaźnikowe stosuje się różne rodzaje elektrod pierwszego rodzaju, a jako elektrody porównawcze – elektrody o niemal stałym potencjale, np. elektrody drugiego rodzaju lub trzeciego rodzaju.

## Zastosowanie
Potencjometria jest stosowana jako:
- bezpośrednia metoda wyznaczania stężenia składnika elektroaktywnego przez pomiar siły elektromotorycznej ogniwa złożonego z elektrody wskaźnikowej i elektrody odniesienia (np. pH-metria),
- metoda wykrywania punktu końcowego miareczkowania (miareczkowanie potencjometryczne).